# Coptops vomicosus
Coptops vomicosus es una especie de escarabajo longicornio del género Coptops, tribu Mesosini, subfamilia Lamiinae. Fue descrita científicamente por Pascoe en 1862.

## Descripción
Mide 14-22,5 milímetros de longitud.

## Distribución
Se distribuye por Camboya, Birmania, Vietnam y Tailandia.